# Mitoc (okręg Jassy)
Mitoc – wieś w Rumunii, w okręgu Jassy, w gminie Șipote. W 2011 roku liczyła 456 mieszkańców.